# Adrasto
Adrasto (in greco antico: Ἄδραστος?, Ádrastos) è un personaggio della mitologia greca. Fu re di Argo e di Sicione ed uno dei Sette contro Tebe.

## Genealogia
Figlio di Talao e di Lisimaca o Lisinassa o Eurinome, sposò Anfitea (figlia di Pronace) o Demonassa e fu padre di Egialeo, Argia, Deipile, Egialea e Cianippo.

## Mitologia
Si spostò da Argo a Sicione e quando suo nonno (Polibo, che non aveva figli maschi) morì gli successe al trono divenendo re di Sicione. 

Ritornato ad Argo e succeduto al trono dopo la morte del padre, si spostò a Nemea dove, dopo la morte di Archemoro, partecipò ai Giochi nemei vincendo la corsa dei cavalli.

### L'oracolo (la versione di Igino)
L'oracolo di Apollo gli predisse che avrebbe dato le sue figlie in sposa ad un cinghiale ed un leone ed un giorno Tideo, esiliato dal padre per aver ucciso il fratello Menalippo, si recò ad Argo vestito di pelle di cinghiale e nello stesso tempo Polinice, (cacciato invece dal fratello), giunse in città indossando una pelle di leone. Quando Adrasto li vide, memore dell'oracolo, diede ai due in matrimonio le figlie Argia e Deipila.

### L'indovino (le versioni in greco)
Accolti gli esuli Polinice e Tideo nel suo palazzo, una notte li sorprese a combattere tra loro e, dividendoli, notò le pelli di leone e di cinghiale poste sui loro scudi e così, ricordandosi della previsione di un indovino (Anfiarao, che gli disse di far sposare le sue figlie ad un leone e ad un cinghiale), offrì ai due le sue figlie in moglie con la promessa che avrebbe ridato ad entrambi il trono delle terre natie. 

Tideo, esule da Calidone, sposò Deipile e Polinice, esule da Tebe, prese la mano di Argia.

### I sette contro Tebe

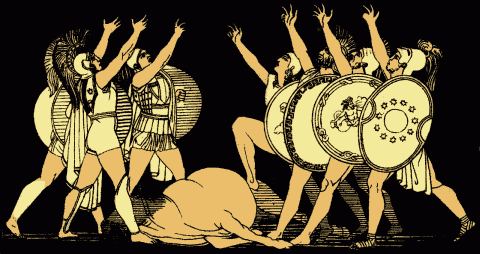
I Sette contro Tebe

Adrasto, dovendo scegliere chi dei due dovesse essere rimesso sul trono per primo, decise per Polinice e mandò Tideo dal re di Tebe (Eteocle) per reclamare il regno. 
 Tideo però, subì solo un'imboscata e si difese, così Adrasto si alleò con Capaneo, Ippomedonte e Partenopeo. Polinice infine, riuscì a persuadere Anfiarao (consegnandogli la Collana di Armonia) ed ottenne il suo assenso alla guerra contro Tebe.
Adrasto perse la guerra quando il suo esercito non riuscì a sfondare le porte di Tebe e non fu in grado di scavalcarne le mura e rimase l'unico tra i sette eroi a sopravvivere poiché poté fuggire cavalcando Arione mentre gli altri eroi furono lasciati sul campo insepolti.

### Gli Epigoni
Dieci anni dopo, Adrasto riuscì a convincere i figli dei precedenti alleati a riunire un esercito (gli Epigoni) per unirsi con lui per attaccare di nuovo Tebe ed Anfiarao, (l'indovino che della precedente guerra aveva previsto l'insuccesso) questa volta predisse la vittoria. Così Tebe fu rasa al suolo dopo che buona parte dei suoi abitanti era già fuggita.
Adrasto perse però in battaglia il figlio Egaileo e lui stesso morì mentre tornava ad Argo con il suo esercito e fu sepolto a Megara.

## Culto ed epica
Adrasto fu venerato a Megara, a Sicione ed in Attica. 

Le leggende su Adrasto e le due guerre contro Tebe fornirono molto materiale per poemi e tragedie ed a lui furono erette alcune statue che lo ritraevano in Magnesia ed a Delfi.

## Letteratura
Dal tentativo di conquista di Tebe da parte di Adrasto, vari autori presero ispirazione per le loro opere, tra gli altri:
- I sette contro Tebe di Eschilo
- Le fenicie e Le Supplici di Euripide
- La Tebaide o i fratelli nemici di Jean Racine

Adrasto compare inoltre nel libro VI dell'Eneide dove Enea, disceso vivo negli inferi insieme alla Sibilla vede anche l'anima del vecchio eroe.